# 그리스도의 중재

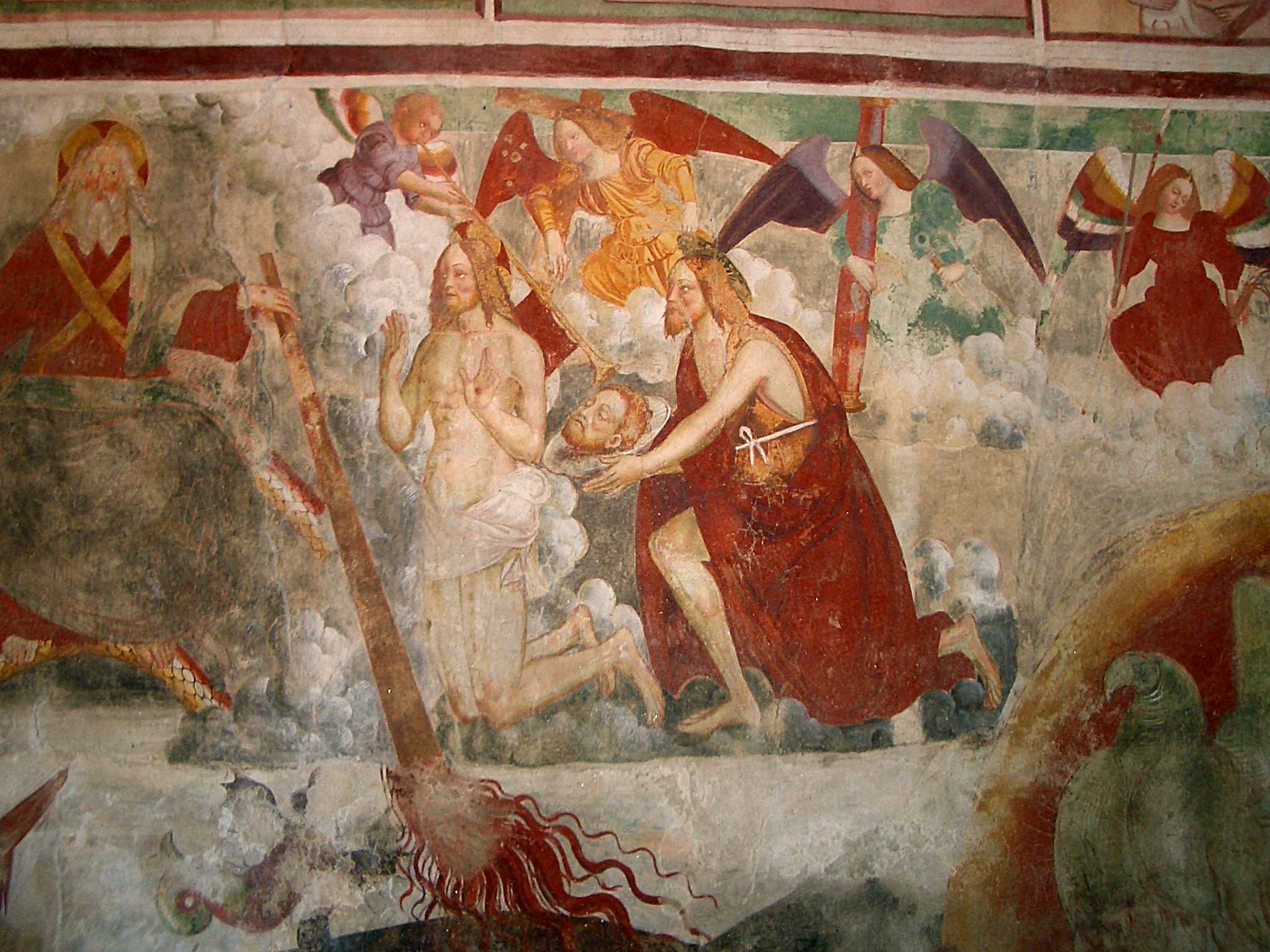
예수 (와 세례자 요한)가 최후의 심판에 아버지 하느님 앞에 무릎을 꿇고 있다. c. 1518, 이탈리아, 파루짜로에서 프레스코

그리스도의 중재는 예수가 이 땅을 떠난 후에도, 그의 중재와 인류를 대신한 옹호가 계속되고 있다는 기독교 신념이다. 기독교 교리에서 하나님 앞에서 그리스도의 중보는 최후의 만찬 동안 하나님 앞에서 예수의 기억 상실과 성찬 봉헌의 지속적인 기념 성격과 관련이 있다.
기독론적 관점에서 볼 때, 그리스도의 중보는 성령의 중보와 구별된다. 첫 번째 경우에 그리스도께서는 하늘에 계신 아버지께 청원을 하시고, 두 번째 경우에는 보혜사(성령)가 하늘로부터 신자들의 마음을 향해 흘러오신다.

## 같이 보기
- 정신의 중재
- 전구 (가톨릭)
- 그리스도의 시간